# سدلووینا
سدلووینا (به بلغاری: Sedlovina) یک منطقهٔ مسکونی در بلغارستان است که در شهرستان کاردژالی واقع شده‌است.